# 新疆の歴史
新疆の歴史（しんきょうのれきし）では、新疆の古代から現代にいたるまでの歴史通史を概説する。

## 歴史

### 古代
歴史上、ウイグルを含むモンゴル高原や中央アジアの遊牧民族はユーラシア大陸内陸部を拠点として遊牧国家を形成しつつ征服先にオアシス都市国家なども形成した。
その活動領域は北アジアのモンゴル高原から中央アジア・イラン高原・アゼルバイジャン・カフカス・キプチャク草原・アナトリアを経て東ヨーロッパのバルカン半島にまで及んだ。
匈奴・サカ・スキタイの時代から、パルティア・鮮卑・柔然・突厥・回鶻・セルジューク朝・モンゴル帝国などを経て近代に至るまでユーラシア大陸全域の歴史に関わり、騎兵に裏打ちされた軍事力と交易で歴史を動かしてきた。
中国史料では狄（古音ティク。または翟）と記される民族がテュルク系民族または遊牧民に関する最古の記録とされ、狄は赤狄・白狄などに分かれていた。
狄は殷・周代に中国の北方（山西省・河北省）に割拠していたが、度々農耕民との間で戦争を交えた。
春秋時代には衛・鄭・晋などと折衝した。戦国時代に中山国を建てるが紀元前296年に趙によって滅亡する。
その後この遊牧民族は中原からは姿を消し、紀元前4世紀頃には北方の南モンゴルにいた匈奴が中国文献に登場する。
他方、古代のタリム盆地地域には古インド・ヨーロッパ語族のトハラ人が居住し疏勒・亀茲・焉耆・高昌・楼蘭などの都市国家が交易により栄えたが、しばしば遊牧国家の月氏や匈奴などの支配下に入った。
1世紀になると匈奴は分裂し、南匈奴は後漢に服属、北匈奴は後漢・烏桓・鮮卑によって滅ぼされた。
3世紀後半から4世紀初頭に、西晋で鐙が発明されている。なお、南北朝時代を経て300年ぶりに中国を統一した隋の楊氏や唐を建国した李淵の祖先を辿ると関隴集団の鮮卑族出身といわれる。

#### 高車（袁紇部）

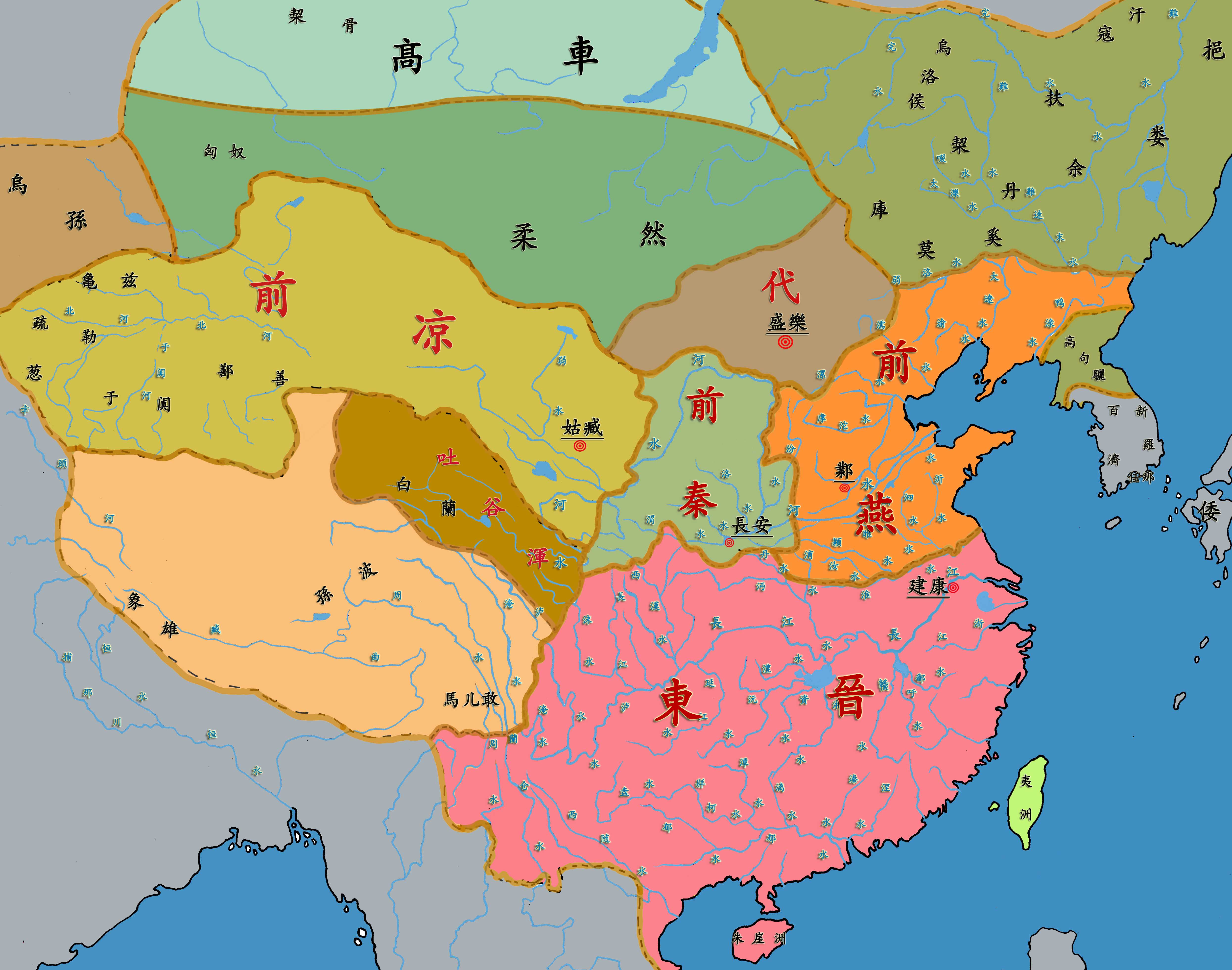
五胡十六国時代の高車の位置

丁零人は南北朝時代に北魏から高車と呼ばれるようになる。
「高車」とは4～6世紀の中国北朝におけるテュルク系遊牧民の総称で、彼らが高大な車輪のついた轀車（おんしゃ：荷車）を用いたことに由来する。

#### 柔然・北魏時代
袁紇部は、モンゴル高原をめぐって拓跋部の代国や北魏と争っていたが、後に台頭してきた柔然に4世紀末から5世紀初頭に柔然可汗国に従属した。
また北魏と数度戦い、390年、道武帝の北伐で大敗を喫し、429年に北魏が漠北へ遠征して柔然を打ち破ると、高車諸部族は北魏に服属し漠南へ移住させられた。
一時期、高車諸部は孝文帝の南征に従軍することに反対し、袁紇樹者を主に推戴して北魏に対して反旗を翻したが、のちにまた北魏に降った。
487年、高車副伏羅部の阿伏至羅は柔然の支配から脱し、独立を果たす（阿伏至羅国）。
阿伏至羅国は柔然やエフタルと争ったが、6世紀に柔然に敗れて滅亡した。

#### 突厥時代
東ローマ帝国の史料であるテオフィラクト・シモカッタ (Theophylact Simocatta) の『歴史』にも「テュルク」として記されている。突厥は自らの言語（古テュルク語）を自らの文字（突厥文字）で記し、各地に突厥碑文を残した。
582年に突厥は東突厥と西突厥に分裂し、8世紀になるとウイグルがカルルクと共に突厥を滅した。

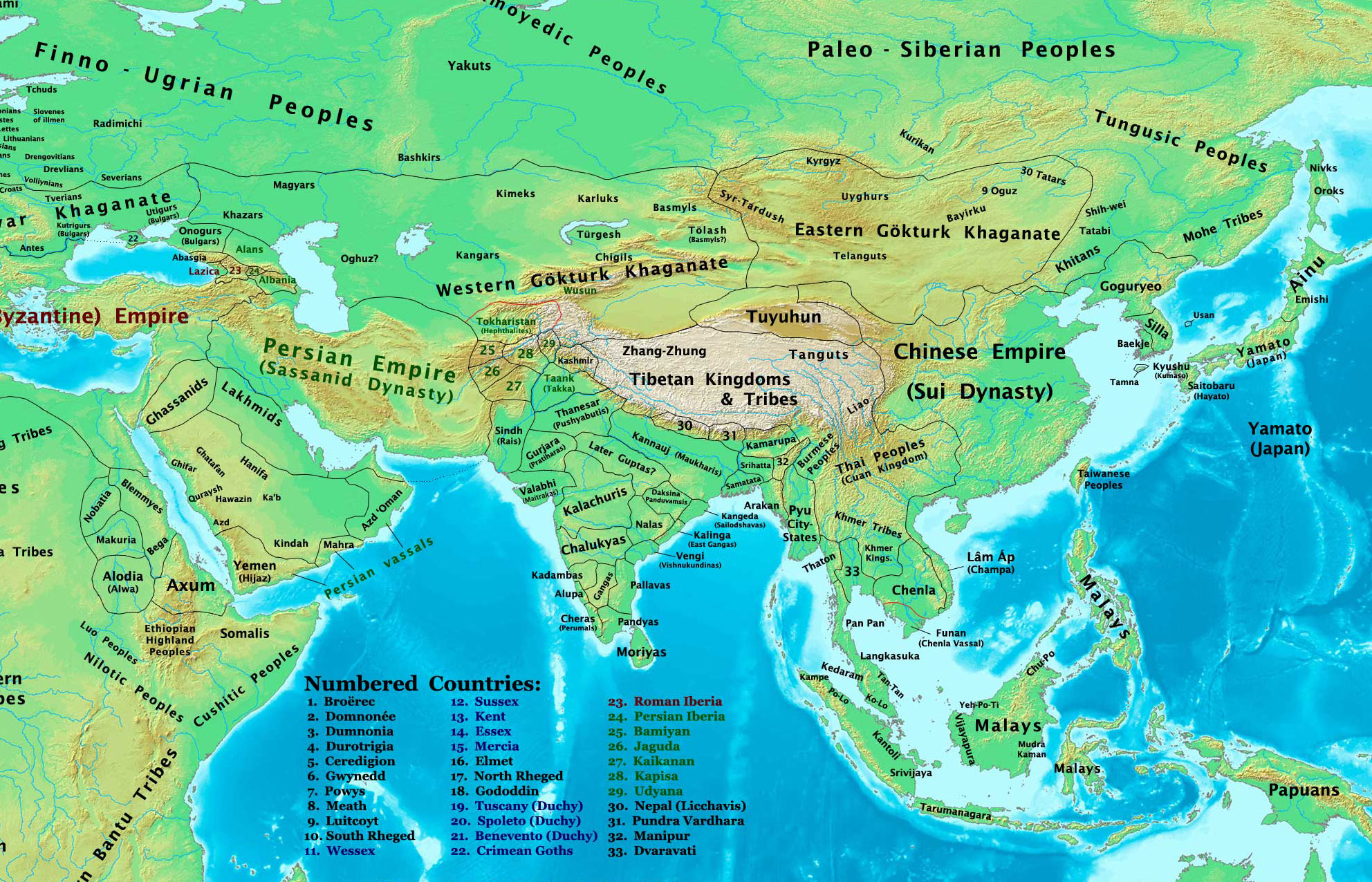
7世紀の東西突厥 (Gokturk Khaganate)。隋、吐谷渾 (Tuyuhun)、サーサーン朝ペルシア。

### 中世

#### 鉄勒の回紇部の台頭
6世紀～7世紀の鉄勒時代には烏護・烏紇・韋紇などと記され、やがて迴紇・回紇と表記されるようになる。当時、鉄勒諸部は突厥可汗国に対し、趨勢に応じて叛服を繰り返していた。
隋代に42部を数えた鉄勒諸部（アルタイ以西に31部・勝兵88,000、以東に11部・勝兵20,000）は、唐代に至ると徐々に東へ移動・集合（15部・勝兵200,000）、その中でも回紇部は特に強盛となってモンゴル高原の覇権を薛延陀部と争った。
648年に部族長の吐迷度が、姪である突厥の車鼻可汗と血縁にあった親突厥の烏紇と倶羅勃に謀殺される動乱を唐の介入によって平定したため、唐の羈縻政策下に入り部族長は大イルテベル（大俟利発）・瀚海都督・左驍衛大将軍を名乗った。
7世紀後半に東突厥が再興すると再び屈従を余儀なくされたものの、734年に毘伽可汗（ビルゲ・カガン）が貴族に毒殺されると、内戦に陥った東突厥第二可汗国へ度々攻撃を仕掛け、745年に骨力裴羅（クトゥルグ・ボイラ）が唐との挟撃により最後の東突厥可汗である白眉可汗を殺して突厥可汗国を滅ぼした。

#### ウイグル可汗国

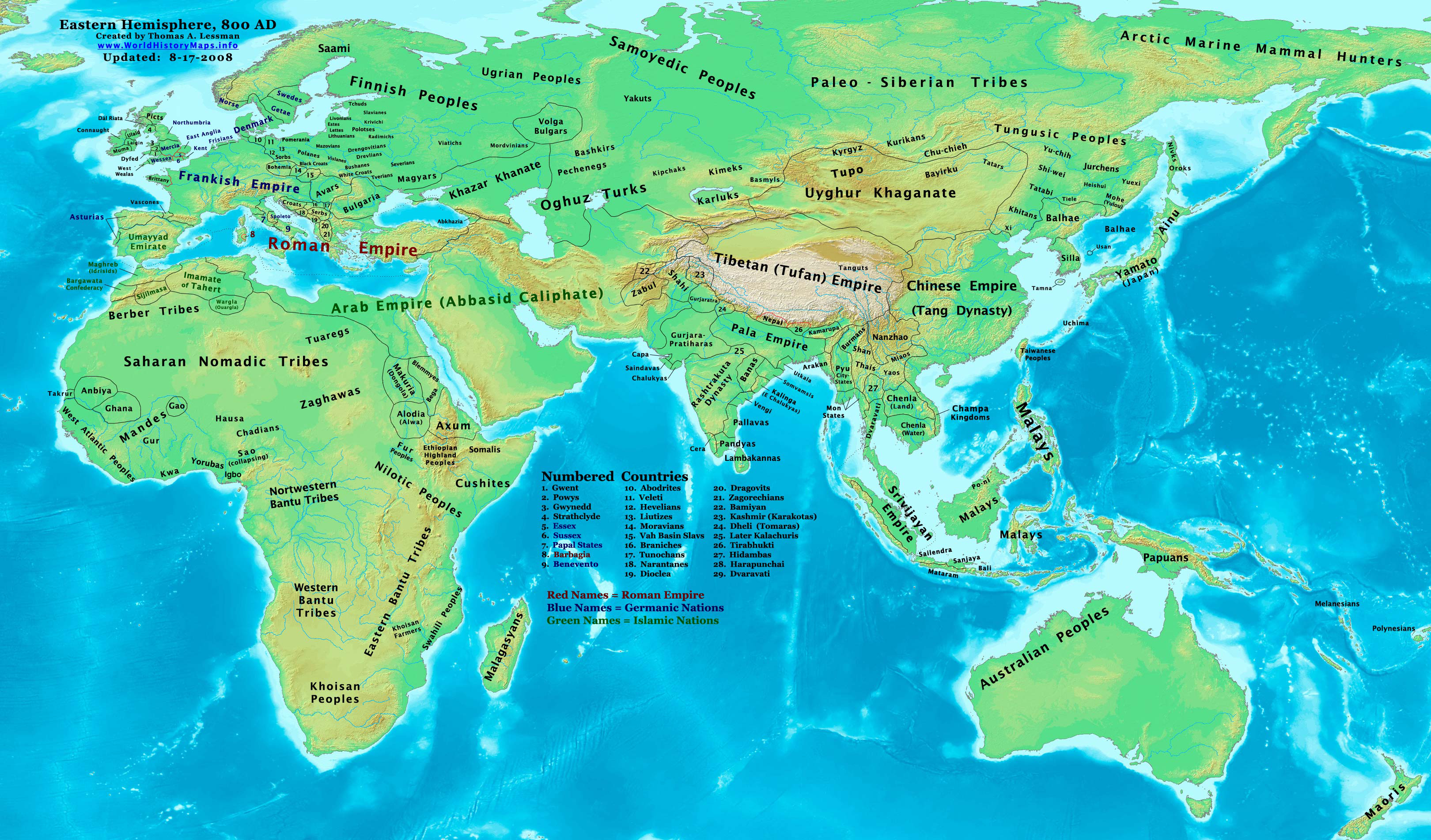
820年時点の版図

744年、骨力裴羅（クトゥルグ・ボイラ）は回鶻可汗国（ウイグル可汗国、ウイグル帝国）を建国する（744年 - 840年）。回鶻可汗国は東突厥の旧領を支配し、新たなモンゴル高原の支配者となった。
以後、彼ら回紇の筆頭氏族である薬羅葛（ヤグラカル）氏によって可汗位が継承された。唐との絹馬貿易や東ローマ帝国とのシルクロード交易によって莫大な利益を上げた。また唐が安史の乱の勃発により西域の経営から手を引くと、ウイグルは西域を巡って吐蕃と数十年に渡る戦いを繰り広げた。

#### 安史の乱
755年、突厥出身の唐の軍人安禄山が反乱を起こし（安史の乱）、首都長安を占領する。
粛宗から回鶻に援軍が要請され、756年に葛勒可汗・葉護太子率いるウイグル軍と唐軍の連合軍は反撃を開始、757年11月に長安を奪回する。762年、唐の代宗が安禄山の残党史朝義を討伐するため、牟羽可汗（ブグ・カガン）に対して再度援軍を要請してきたが、史朝義の唐侵攻の誘いに応じた牟羽可汗はウイグル軍10万を率いてゴビ砂漠を南下。
ウイグル軍に遭遇した唐の使節の劉清潭から、唐への侵攻を踏みと止まるよう説得されたが拒絶した。唐朝廷は震撼するが、僕固懐恩の娘が牟羽可汗のカトゥン（可敦、皇后）であったことから、僕固懐恩が娘婿である牟羽可汗を説得し、ウイグルは唐との連合を決定する。ウイグル・唐連合軍は洛陽を奪回し、史朝義は763年正月に追撃を受け自殺、8年におよぶ安史の乱を終結させた。

#### ウイグル・唐・吐蕃
789年、吐蕃軍がウイグルに服属していた白服突厥とカルルクを引き込んで北庭大都護府を襲撃、現地のウイグル・唐軍は敗北した。ウイグル軍はモンゴリアまで撤退し、ウイグル側にいた沙陀部も吐蕃に降った。
この北庭争奪戦は792年まで続くが、最終的にウイグル軍は北庭を奪還し吐蕃に勝利した。トルファン盆地とタリム盆地北部がウイグルの領国となった。なお懐信可汗（在位：795年 - 805年）の代にマニ教が国教化され、世界史上唯一となるマニ教国家が誕生した。
その後も吐蕃との戦争は続くが、821年にウイグル・吐蕃・唐の間に三国会盟が締結された。この長慶会盟は従来、吐蕃と唐との停戦協定とされていたが、近年、森安孝夫が敦煌文書の断片ペリオ3,829番に「盟誓得使三国和好」という文言を発見した他、中国の李正宇もサンクトペテルブルクで敦煌文書断片Dx.1462に同内容の文言を発見したため、ウイグル・吐蕃・唐の三国間協定であったとされる。当時のウイグル・唐・吐蕃の国境は、清水県の秦州や天水と、原州をむすぶ南北の線が、唐と吐蕃の国境線で、東西に走るゴビ砂漠が、ウイグルと吐蕃の国境であった。
なお、ゴビ＝アルタイ東南部のセブレイにあるセブレイ碑文が現存しているが、この碑はウイグル側が三国会盟を記念して建立したとされる。

#### 遊牧ウイグル国家の崩壊とその後の分散
840年、ウイグルは内乱とキルギス族の攻撃を受けて、遊牧ウイグル国家は崩壊した。このときウイグル人はモンゴル高原から別の地域へ拡散し、唐の北方に移住した集団はのちに元代のオングートとなる。
一部は吐蕃・安西へ逃れ、西の天山方面のカルルク（葛邏禄）へ移った一派は、後にテュルク系初のイスラーム王朝であるカラハン朝を建国した。甘粛に移った一派はのちの960年、甘粛ウイグルをたてる。他の主力となる一派は、東部天山のビシュバリク（北庭）、カラシャール（焉耆）、トゥルファン（高昌）を制圧し、タリム盆地周辺をかかえて、西ウイグル王国（天山ウイグル王国）を建国する。

#### 甘州ウイグル王国
滅亡したウイグル遺民の一部は河西（現在の甘粛省）に逃れて割拠し、甘州（張掖）を中心に甘州ウイグル王国（甘州回鶻）を形成、1028年のタングートによる甘州陥落まで勢力を保った。

#### 天山ウイグル

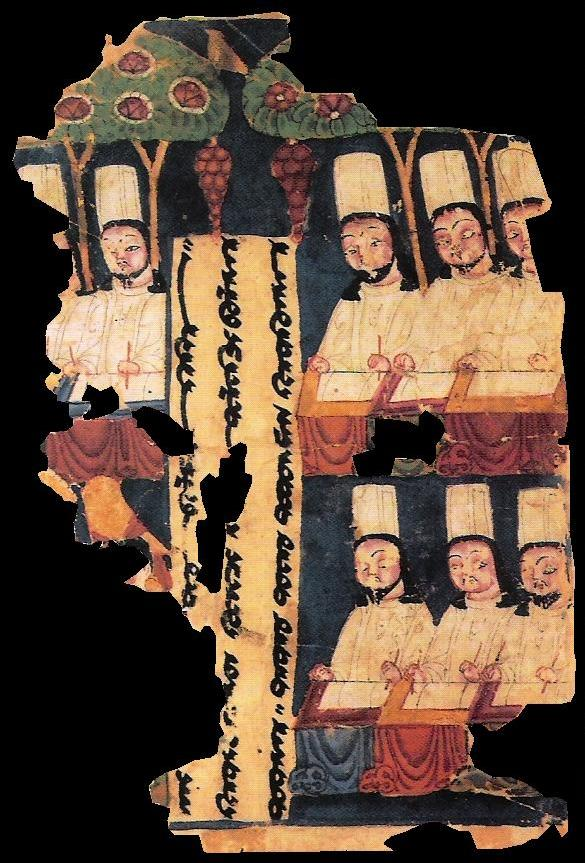
ソグド語によるマニ教典断簡（トルファン・高昌故城出土）

安西に割拠した集団が天山ウイグル汗国を建国すると、定住化して「ウイグル (Uyghur)」とか「トゥグズグズ (Tughuzghuz)」などと呼ばれた。彼らは遊牧していた時代からソグド人の影響を受けマニ教を尊崇していた。天山ウイグル王国では、仏教、ネストリウス派キリスト教なども信仰され、高昌漢文化などを形成した。タリム盆地に先住していた住民はこうしてウイグル化・トルコ化された。
10世紀以降は、西からイスラーム教が普及してきたが、タリム盆地周辺東部では仏教が根強く、イスラム教国であるカラ・キタイ（西遼）やモンゴル帝国に服属している間や地域のイスラム化が進行した14-16世紀のチャガタイ・ハン国の時代にも一般に仏教徒がいた。

#### 12世紀：西遼への服属
12世紀に入って、東から滅亡した遼の遺民である耶律大石が来るとウイグルは兵を提供して服属を誓い、西遼（カラ・キタイ）の建国を援けた。

#### モンゴル帝国時代のウイグル駙馬王家
13世紀にモンゴル高原でチンギス・ハーンが勃興すると、1211年にウイグル王（イディクト）バルチュク・アルト・テギンは帰順した。
チンギスは彼の帰順を歓迎して息女の一人アル・アルトン（『集史』ではイル・アルタイ Īl-Altaī）を娶らせ駙馬（キュレゲン）とした。またバルチュク国王はジョチなどチンギスの4人世嗣に準ずる「第5位の世嗣」と称されるほど尊重された。
以後のモンゴル帝国でウイグル王家は「ウイグル駙馬王家」としてコンギラト駙馬家と並ぶ、駙馬王家筆頭と賞されモンゴル王族に準じる地位を得る。
モンゴル帝国および元朝では、ウイグル人官僚はモンゴル宮廷で重用され、帝国の経済を担当する大臣も輩出した。この時代、ウイグル王国地域を指して「ウイグリスタン (Ūyghristān)」と呼ばれた。

### 近世

#### ジュンガル
ジュンガルの創世神話とウイグル創世神話
ジュンガルの創世神話は樹木モチーフにおいてウイグル創世説話に類似しており、そのためジュンガルはウイグルの後裔ともされる。ジュンガルの首都はグルジャであった。
タランチ移民
ジュンガルはタリム盆地周辺のオアシス住民をイリに移住させ、農耕に従事させた。これがのちにタランチ(Taranchi)という集団となる。
タランチ集団はのちに1864年に清朝へ反乱を起し、さらにロシアがイリを占領後、1881年に清朝へ同地域が返還される際、報復をおそれロシア領へ移住している。

#### ジュンガルと清の戦争
1688年、ジュンガルは東モンゴリア(外モンゴル)のハルハ部に侵攻する。敗れたハルハ部のトシェート・ハーンは清の康熙帝に保護を求めた。1690年にはガルダンの甥のツェワンラブタンが反乱を起こし、イリ地方とタリム盆地を制圧して清と結ぶ。
ガルダンは南へ進軍中の1690年9月、ウランプトゥン（ウラン・ブトン、遼寧省赤峰市）で清軍と衝突する（ウラン・ブトンの戦い）。ジュンガル軍はロシア製の大砲を装備していたが決着がつかず、ガルダンは漠北へ退いた。1693年にはハミのダルハン=ベク、アブド=アッラーらはジュンガルの搾取を嫌い、清に接近した。1696年、康熙帝はジュンガル親征を開始し、ガルダンをチャオモード（昭莫多）で破った（ジョーン・モドの戦い）。敗走したガルダンは1697年4月4日にアルタイ山脈北のコプトで病死した。ガンダルの息子タンチラはハミに亡命したがアブド=アッラーによって捕らえられ、清に渡され、翌年ハミ地区は清の版図となった。
ジュンガルはツェワンラブタン統治下、ロシア経由で工業化も進めた。北方戦争でロシアの捕虜となったスウェーデン人砲兵士官ヨハン・グスタフ=レナットはイリで1732年まで軍事技術供与に携わっている。1715年、ツェワンラブタンはハミを襲撃するが、失敗する。追撃する清軍は翌1716年、敦煌、ハミ、バリクルに屯田を開く。

#### 清による占領
1755年、清の乾隆帝は康熙帝のジュンガル討伐政策を踏襲し、モンゴル軍と満州軍を動員して侵攻を開始する。
1757年2月、乾隆帝はオイラート人の掃滅(絶滅)命令を発し、非戦闘員も全て捕獲、男性は殺害、婦女子はハルハ部に与えられた。1759年、ジュンガルを平定しジュンガル旧領の天山山脈北部を接収した。
清朝政府は、1762年、天山山脈北部にイリ将軍府を設置し、旗人による軍政を敷いた。ウイグル族の住むこの地域は清朝の支配では、イリ将軍統治下の回部として、藩部の一部を構成することとなり、その土地は「ムスリムの土地」を意味するホイセ・ジェチェン（Hoise jecen、回疆）、もしくは「新しい土地」を意味するイチェ・ジェチェン（Ice jecen、新疆）と呼ばれた。その一方、ムスリム社会の末端行政には、在地の有力者に官職を与え、自治を行わせる「ベグ官人制」が敷かれ、在地の社会構造がそのまま温存された。
このベグ官人制は1884年の新疆省まで存続した。こうしたペグ制度の復活については、「柔構造的支配」の現れとして、清朝が満洲人による政府であり、漢人ではない「異民族」として自らを意識したうえで、チベット・モンゴル・ウイグル（新疆)との間に「多重文明圏」を形成し、華夷秩序に基づく支配構造ではなく、むしろ対等な文明共存関係であり、「柔構造」を有していたとされる。なお、イリ将軍府は辛亥革命後に廃止されている。
ジュンガルを継承した清朝も1760年以降イリ地方などへ強制移住（入植）を数度にわたって行っている。1764年には満洲のシベ兵士が新疆辺境守備を命じられ移住した。

#### コーカンド・ハン国
18世紀後半からトルキスタンのフェルガナ盆地を中心にコーカンド・ハン国が台頭する。清とコーカンド・ハン国の間で、コーカンド商人に対するハン国の徴税権などを付与する条約が交わされていたが、清はコーカンド・ハン国の敵対行為（武装蜂起の扇動など）に対して、19世紀初頭に新疆でのコーカンド・ハン国商人の活動の規制をはじめる。

#### ジャハーンギールとホージャ復古運動
1814年には、カシュガル・ホージャ家のブルハーン・アッディーンの孫であるジャハーンギールが、利権確保の為にホージャ復活を掲げ、侵略を進めた。ホージャとはスーフィーのナクシュバンディー教団に由来し、17世紀頃よりタリム・ジュンガル盆地でも指導者の称号として用いられ、ジャハーンギールはアク・タグルク（白山党）のホージャであった。コーカンド・ハン国のムハンマド・アリー・ハーンも、ジャハンギールを支援し、カシュガル、ヤルカンド（現在の新疆ウイグル自治区莎車県）を占領し、清軍を放逐した。その後、コーカンド・清両国の交渉でコーカンドに与える権利の交換条件として反乱を煽ったジャハーンギールは逮捕されるが、1826年5月、フェルガナ盆地の地震をきっかけに脱獄し、私兵を引き連れカシュガルを拠点に、ヤルカンド、イェンギサール、ホータンを占領する。清はイリ将軍の長齢（チャンリン）、陝甘総督の楊遇春、山東巡撫ウルンガ（武隆阿）、拡粛提督の斉慎に鎮圧を命じ、1827年のアクスでの戦いでジャハーンギール軍は敗北、1828年にジャハーンギールは北京で道光帝に処刑された。当初ジャハンギールを支援したコーカンド国は、前記交渉後新疆内のコーカンド人に対する権利と引き換えに手を引いた。
ジャハーンギールの乱以降、清は禁輸政策をとる。これに対して1830年にコーカンド・ハン国はカシュガルを占領するが、清は戦乱をおそれ、禁輸令を緩和する。1832年にコーカンドのムハンマド・アリー・ハーンはイリ将軍に対して、ジャハーンギールを支持した住民の恩赦、没収された財産の返還、新疆のコーカンド人に対する支配権、新疆でのコーカンド商人への徴税権の承認を求めた。道光帝は激怒するが、コーカンドの4要求のうち後の2つを認めた。
コーカンド・ハン国は、清朝から新疆でのコーカンド商人の保護だけでなく、新疆に居住するコーカンド商人からの徴税権と新疆における交易独占権を与えられた。
1840年からのアヘン戦争によって清が国力を衰退させると、新疆駐屯軍の経費も不足し、駐屯軍は北京政府に窮状を訴えるが、朝廷は現地でまかなえと返答するばかりであった。イリ将軍府（新疆政府）は臨時課税を行うが、これに反発して、ムスリム住民の反乱（回民蜂起）が勃発する。
1850年から1864年にかけて太平天国の乱が中国全土で広がった。1856年にはアロー戦争も勃発した。
1852年、ジャハーンギールの子ワリー・ハンがカシュガルに侵入し、1857年には同地の占領に成功する。しかし、1850年頃よりロシアの南下がはじまり、1865年、コーカンド・ハン国はロシア軍の侵攻を受ける。事実上の支配者のアリム・クーリーが戦死し、ワリー・ハンはカシュガルのヤクブ・ベクのもとへと逃れる。

#### 西北ムスリム大反乱
19世紀後半には、清朝統治に対する不満から回民（ムスリム）による中国全土での回民蜂起が発生する。すでに1821年の雲南省で雲南パンズェーの乱が発生しておりすでに1853年の雲南省でパンゼーの乱が発生しており、1855年には楚雄府石羊廠で、楚雄府署の官憲知府が回民から徴兵したのに反発した漢人が回民を襲撃し、さらにそれへの報復として回民兵が昆明郊外で漢人を虐殺、さらにそれへの報復として回民が昆明駐屯軍に虐殺される。この事件を受けて、各地のムスリムが蜂起し、1856年には臨安府の回民が漢人自警団によって皆殺しにされた。また、同1856年には杜文秀が大理など50余りの城市を陥落させ、清朝からの独立を主張し「スルターン・スレイマン」と名乗った。1860年には鶴慶、剣川、安寧を占領、翌年には保山、永勝、景東庁を陥落させ、雲南省の3分の2を占領した。雲南省の清朝政府軍馬如龍は奪回戦を開始するが、鎮圧は進まず、清軍が大理を奪回するのは1872年だった。
これらは西北ムスリム大反乱として発展し、1862年に陝西省と甘粛省で西北ムスリム大反乱（回民蜂起）が発生する。漢人官憲による回民の弾圧、「洗回」と称して、平穏に過ごしていた回民らを虐殺したことが原因とされ、反乱は速やかに拡大した。非回民と回民の対立は雲南や大理での衝突以来、激化しており、涼州の大靖堡（現在の甘粛省武威市古浪県）の漢人が「洗回・屠回」と称して城中の回民の虐殺をはじめ、この「洗回」は周辺地域へ伝播していった。漢人を中心としてウズベク人・キルギス人・カザフ人のようなテュルク系民族も蜂起に参加した。

#### 回民蜂起
19世紀後半には、清朝統治に対する不満から回民（ムスリム）による中国全土での回民蜂起が発生する。
- 1863年3月17日、水定鎮近郊の三道河の回民200人がイリ地方の九つの砦の一つであるタルチ（塔勒奇）城を攻撃したが、他の砦の清軍によって鎮圧された。
- しかし、翌1864年6月3日にはクチャの回民が蜂起し、砦を陥落させる。1864年（同治3年）6月26日にウルムチの回民妥明と索煥章らが指導して、反乱を起こす。回民蜂起軍はマナス、ウスを陥落させ、10月3日にウルムチの要塞を陥落させ、妥明は清真王と称した。1864年6月26日には、ヤルカンドでも回民が蜂起した。

#### イリ陥落
陝西・甘粛で主に回民が起こした反乱に乗じて、天山北路のイリ盆地ではカザフ人・キルギス人・ウズベク人が反乱を起こし、1864年11月10日に商業の中心地であるグルジャと軍事・政治の中心地の恵遠城の両方で蜂起した。
仏教徒のカルムイク人とシベ人は清朝側についた。グルジャは回民の軍勢が陥落させた。
恵遠城の清軍は孤立し、北京と連絡を取るにはロシアを経由せざるを得なかった。恵遠城の清軍は12月12日の攻撃を撃退することに成功したが、反乱はジュンガリアの北部に広がった。
これらの蜂起は、イリ政府の能力を超えたものであった。
1865年正月、タルバガタイ地区チョチェクのモスクで清の役人とカルムイクの貴族が和平交渉を行おうとすると、回民の軍勢が襲撃し、2日間の戦闘の後、ムスリムがチョチェクの支配権を確立し、清軍の要塞は包囲された。
カルムイク人の支援で清軍は秋までにタルバガタイ地区を奪回し、鎮圧に成功する。
清朝は反乱の鎮圧のためにロシア帝国に援助を求めたが、ロシア政府内部では、露清関係とムスリム国家が成立した場合との双方が議論され、結局ロシアは清軍のシベリア通過と恵遠城軍への穀物の売却を認めたのみであった。
また1865年2月、セミレチエ州駐屯軍のゲラシム・コラパコフスキーは東トルキスタンを植民地とすべきと主張している。
1865年4月、恵寧城がムスリム軍の攻撃を受けて、満州人・シベ人・エヴェンキからなる8千人の守備隊は全滅し、恵寧城は1866年3月3日に陥落し、明緒将軍は自殺し、イリ地方は清朝の手から離れた。

#### ヤクブ・ベク政権

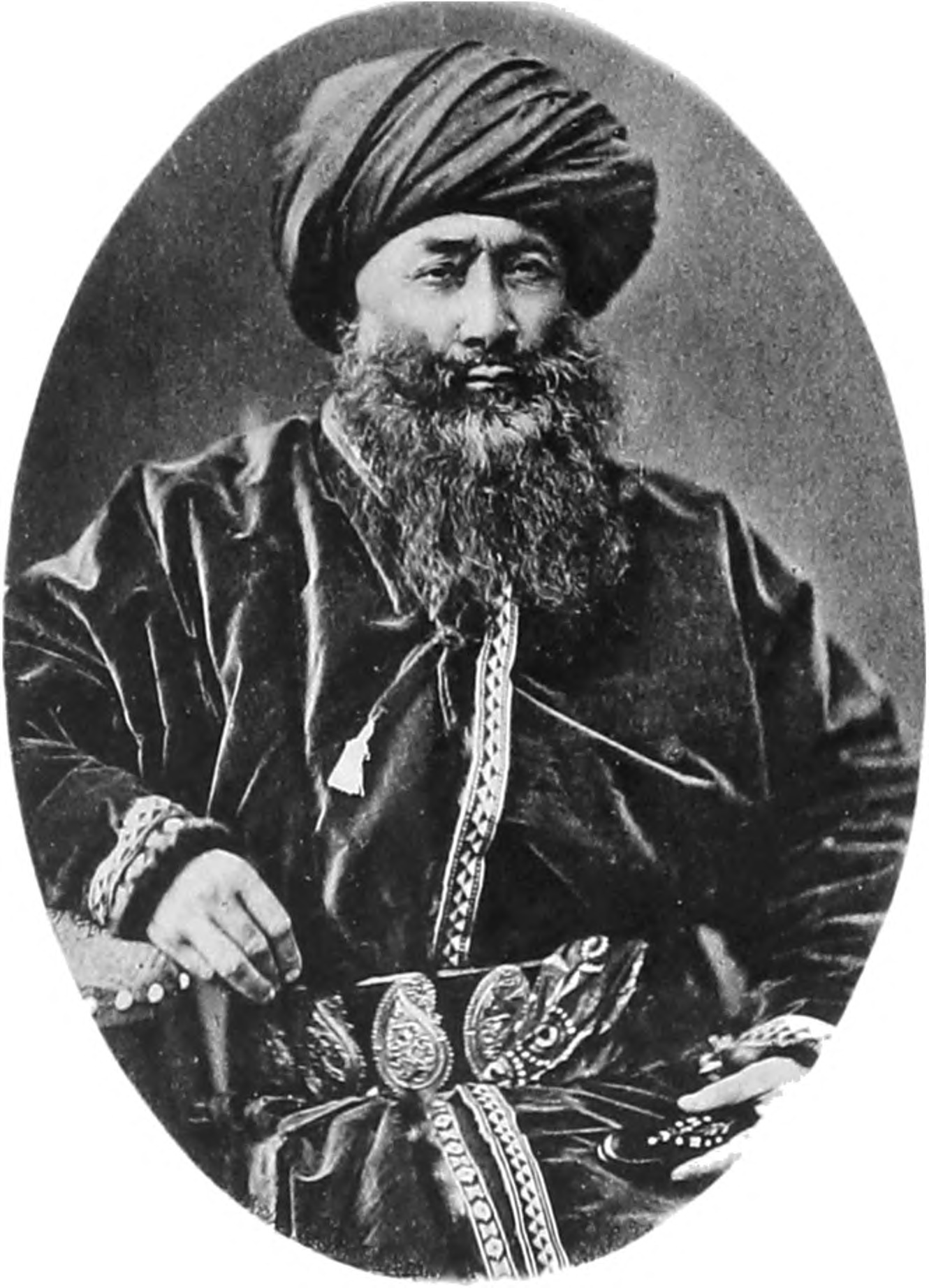
ヤクブ・ベク

1864年（同治3年）夏、カシュガルでキルギス人のシディク・ベクが回民の金相印と蜂起した。翌1865年（同治4年）、コーカンド・ハン国のアリム・クリーは、ヤクブ・ベク率いる軍団を派遣し、カシュガル・ホージャ家のブズルグ・ホージャ（ワリー・ハンの弟）とともにカシュガルに入り、シディク・ベク軍を撃破した。ヤクブ・ベクは1865年4月下旬のヤルカンド攻撃に失敗し、さらにクチャのラシッディーン・ホージャの軍に大敗した。
ヤクブ・ベクは軍を整え、同年9月1日、清軍が守るカシュガル漢城を攻撃。カシュガル弁事大臣の奎英（クイイン）は自殺し、何歩雲ら投降した者はイスラム教への改宗を余儀なくされた。
1865年5月、タシケントに攻め込んできたロシア軍との戦いでコーカンド・ハン国のアリム・クリーは命を落とし、コーカンド・ハン国の兵はヤクブ・ベクに合流した。勢力が増大し、かつイギリスやオスマン・トルコからの援助を得たヤクブ・ベクはカシュガルとホータン、アクスを占領し、クチャ以外の天山南路を支配下に置く。
こうしてヤクブ・ベクによって新疆の大半が清から離脱し、旧清朝領中央アジアの大半を支配するムスリム政権を樹立した。1867年、ヤクブ・ベクはバダウレト・ハンと名乗って名実ともに支配者となる。1867年5月にはクチャとコルラを征服して天山南路を統一し、シャリーアに基づく統治を開始した。ブハラ・ハン国はヤクブ・ベクに対してアタリク・ガジ（信仰の守護者）の称号を与えた。
19世紀半ばには中央アジアをめぐって大英帝国とロシア帝国との「グレート・ゲーム」が展開されており、すでにイギリスは1849年には英領インドを維持するためパンジャブ地方へ進出し、ロシア帝国は1853年にシルダリヤに進出していた。
ロシア帝国は、1865年3月にタシュケント（現在のウズベキスタンの首都）へ侵攻、1867年にトルキスタン総督府を設置し、中央アジアへの進出基地とした。
1868年にはサマルカンドを占領してブハラ・ハン国を占領する。1868年3月にはコーカンド・ハン国はロシアとの間に保護条約を締結した。1868年、イギリス (グレートブリテンおよびアイルランド連合王国) は新疆・チベット（当地方での英国の分離工作は一世期以上の長きに渡る）をロシアとインドとの緩衝地帯にする為、特使を派遣してヤクブ・ベク政権を承認し、以後ヤクブ・ベクはイギリスから武器供給を受ける。1870年、ロシアもヤクブ・ベク政権を承認した。
1870年（同治9年）、ヤクブ・ベク軍はトゥルファンを攻略して新疆東部と河西回廊の連絡を断ち、白彦虎率いる陝西省・甘粛省の回民蜂起軍の残党を吸収し、1871年末までに妥明軍を破ってウルムチ・マナス・ピチャンを占領した。
そのため同年にはロシアがイリ地方への進駐に踏み切った。しかしヤクブ・ベク政権とロシアの関係は良好で、1872年には通商条約を締結して貿易を開始した。1874年にはイギリスも通商条約を結んで、大使を交換している。さらにオスマン帝国のスルタンのアブデュルアズィズからアミールに封ぜられ、軍事教官の派遣を受けた。
なおロシアは1873年にはヒヴァ・ハン国を占領。1874年にはトルキスタン軍管区を設置。ロシアの保護国になったコーカンド・ハン国で内乱が起こるとロシア軍は1876年2月19日に侵攻、コーカンド・ハン国を滅ぼした。
こうして3ハーン国をロシア帝国の保護国とし、フェルガナ盆地全域を支配下に収め、さらに1880年には遊牧集団トルクメン人をギョクテペの戦いで制圧し、トルキスタン一帯をロシア帝国の支配下に組み入れた。

#### 清朝の新疆討伐

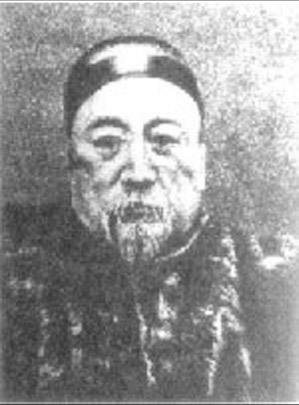
左宗棠

1872年（同治11年）7月、清朝側は主戦派である左宗棠が兵を率いて蘭州に進駐し、新疆討伐への準備を開始した。
海防・塞防論争
しかし、1874年の日本による台湾出兵を受けて、沿海部各省は「台湾急なるを以て、西征を停解せん」と提議し、1875年（同治13年・光緒元年）、新疆出兵について朝廷内で争議（海防・塞防論争）が発生した。李鴻章ら海防派は新疆を放棄し、資金を海防に回すことを主張し、国庫を空にして西征を行うよりもイギリス人の条件をのみ、ヤクブ・ベクの独立を認め朝貢させればよいと主張した。塞防派である左宗棠は、新疆を失えばかの地は必然的にイギリスかロシアの影響下に入り、西北部の防御の要を失いかえってもっと多くの兵力を西北防御に費やすことになり、また新疆を失えば国威が衰え、民心を失い、諸外国はつけあがるゆえかえって海防に支障をきたすことになるだろうと主張した。
満州人の軍機大臣の文祥（ウェンシャン）は左宗棠の建議を奏上、朝廷の摂政・西太后は左宗棠の塞防提案を裁可し、同1875年に左宗棠は新疆討伐の総司令・欽差大臣に任命され、金順を副将に、新疆討伐が決まった。左宗棠は軍費白銀1千万両を朝廷に求め、国庫から5百万両が捻出され、諸外国から5百万両借款した。ドイツのテルゲ商会が償還に協力したとされる。左宗棠は武器製造工場の蘭州製造局を設立し、外国の技術を取り入れ新型兵器の製造に成功した。
1876年（光緒2年）3月、左宗棠軍には湘軍の劉錦棠軍25営、張曜軍14営、徐占彪の蜀軍5営があり、これに新疆の各拠点の清軍を合わせ総数8万9000人となった。
6月に劉錦棠軍がチムサに進駐し、ウルムチ近郊のジムサルを占領した。ヤクブ・ベクは清軍の進攻を聞き、馬人得・馬明・白彦虎らをウルムチなど要地に配備し、主力の2万人はトゥルファンとトクスンに、ヤクブ・ベクはトクスンで督戦に当たった。8月17日、清軍はウルムチ北部米泉を制圧し、次いでウルムチを占拠し、さらにサンジ・シャヒリとフトビとマナス北城が陥落した。11月6日にマナス南城も陥落した。
翌1877年（光緒3年）4月、清軍はウルムチを南下しダバンチェンの峠でヤクブ軍に壊滅的な打撃を与えた。その後達坂城を砲撃、ヤクブ・ベク軍は投降した。
清軍はトクスン、5月にはトゥルファンを制圧し、白彦虎はクチャへ逃亡する。ヤクブ・ベクは逃亡中の5月29日に死亡する。
ヤクブ・ベク死後は白彦虎とヤクブ・ベクの長男のベク・クーリ・ベクが抵抗を継続するも、同年10月、清軍はクチャ、アクス、ウシュトゥルファン、11月にはカシュガルを占領し、12月下旬までに西の4城を陥落させた。
1878年正月に清はイリ渓谷をのぞく新疆地方を再征服した。ベク・クーリ・ベクと白彦虎はロシアに逃れた。この時に白彦虎に従った回民の子孫が現在のドンガン人である。

#### 清朝の戦後処理とロシアとの交渉
イリ地方は、1871年以来ロシアの支配下にあったが、ロシアはクリミア戦争のため、清の進出に対抗できなかった。
1879年、清は9カ月にわたるロシアとの交渉の末、10月2日、黒海沿岸のリヴァディアにあるリヴァディア宮殿で十八カ条条約（リヴァディア条約）に調印した。しかしこの条約はロシア側の意向に沿ったもので、イリ西部とイリ南部をロシアに割譲し、ハミ、トルファン、ウルムチなど7カ所にロシア領事館を設置し、さらにロシアとの免税貿易を許可するという内容だった。清側では朝野の議論は沸騰し、左宗棠はロシアとの開戦を主張した。結局、外交を担当した崇厚は西太后によって死刑を宣告されるが、イギリスが清側にロシアを怒らせないようと崇厚の死刑恩赦を進言、清は恩赦するにいたる。
ロシア側は清との戦争を準備し、軍艦を黄海へ派遣し、他方、左宗棠はイリ攻撃作戦を練ったうえで1880年4月、粛州を出発、ハミにいたり、ロシアと清の関係は緊張する。しかし、左宗棠は召還されロシアとの和平交渉が開始される、1881年2月、イリ条約が締結され、清朝がザイサン湖周辺地方すなわちホルゴス河以西のイリ西部をロシアに割譲し、イリの東側は清に返還されること、また賠償金も減額されロシア側へ900万ルーブルを支払うこと、粛州とトルファンにロシア領事館を設置することで合意された。この条約は不平等条約ではあったが、中央アジア地域の国境が画定され、この時の国境線は現在に至る。

#### 新疆省設置
イリ返還をうけて清朝は1884年に新疆省を正式に設置し、イリ地方を含めた新疆全体に中国本土並みの行政が布かれた。清が自治権を認める従来のベグ官人制を廃止したため、ウイグル人は自治権を失い直接支配下に入った。
その後1940年代半ばまで新疆省省長は当地の軍最高指揮官（督弁）を兼任した。新疆省政府役人は当地を「桃源郷」になぞらえたといわれる。歴史学者の王柯は、その後、新疆省指導者の交代も省政府内部の暗殺やクーデタによるもので、「この種の政権の交代劇においても、ウイグル人は何の役割も果たせなかった」という。他方、入植した漢人人口が当時3,000人程度であった新疆南部では、省政府の人事権が及ぶのは県レベルまでであり、県レベル以下の行政運営はウイグル人が当たった。

### 近現代

#### ウイグルの呼称の復活
西トルキスタンには、1881年の露清イリ条約の締結の際にロシア領に移住したイリ地方を始めとする新疆北西部出身者が多数いた。
また、ジュンガル時代に入植された農耕民の末裔であるタランチ集団は清朝への反乱（ヤクブ・ベクの乱など）に加担していたため、イリ地方が清朝へ返還されると、清朝政府の報復処罰を恐れ、多くのタランチはロシア領のセミレチエ州などに移住している。
日露戦争において、それまで国際的には小国とみなされていた日本がロシア帝国に勝利すると、それに触発されて1908年には青年トルコ人革命が起きる。
青年トルコ人革命以降、汎テュルク主義がトュルク系民族に大々的に流行し、そうしたテュルク主義に影響を受けていたナザル・ホジャ(Na§ar khv±ja ‘Abd al-TMamad)というタランチ集団の記者が1913年にアルトゥシャフルを「私たちの祖先の祖国であり文明的なウイグルの祖先たちの舞台であり、イスラーム戦士たちが前世紀に強大なテュルクのハーン国を樹立した場所」と表現している。またナザル・ホジャは1914年からは「Uyghur Balasï（ウイグルの子）」という署名をするようになっており、ムスリム知識人の間で「ウイグル」呼称は使用されていた。
1913年11月の雑誌『シューラー』での記事では「テュルク文学はウイグル（ユグル、ウグル; 漢語でホイフ）方言で始められた。オルホン碑文はより以前に書かれたが、真の意味で言うと、テュルク文学はウイグル語で始められた」とする論評が掲載されている。

#### アルマ・アタ会議
1921年、カザフスタンのアルマアタ（アルマトイ）において開催されたソ連在住東トルキスタン出身者の大会において、ロシア人トルコ学者のセルゲイ・マローフ(Сергей Ефимович Малов)が「ウイグル」という民族名称の復活を発議し、同大会はこれを受けて、「ウイグル」民族名称を自ら名乗ることを決定した。
このときの「ウイグル民族」とは、東トルキスタン出身のテュルク系ムスリム定住民とその子孫であるが、「ウイグル」という民族呼称が復活されるまではタランチ集団やカシュガル人、トゥルファン人など、民族名称というよりも祖先または自身の出身地を自称していた。
この会議はソ連による中央アジア「民族的境界画定」政策の準備作業の一つとみなされているが、「ウイグル」呼称がこのときに発案されたのでなく、それ以前にもムスリム知識人の間で「ウイグル」呼称は使用されるようになっていた。
なお、マローフは中国甘粛地方のサリグ・ウイグルの研究者でもあった。サリグ・ウイグルは16世紀初頭に東トルキスタン東部から甘粛地方に逃れてきた仏教徒のことを指す。

#### 中華民国時代
1911年、辛亥革命が中国内地で発生する。新疆にも革命派が入り、1912年1月、イリの革命派が蜂起し、イリ将軍でモンゴル旗人の広福（グワンフ）を臨時都督とする政府が樹立された。
清の宣統帝が退位すると、ウルムチ知事であった楊増新が新疆省長・督軍となる。雲南出身の楊増新は新疆を独立王国にしようとつとめた。
他方、オスマン帝国は汎トルコ主義を中央ユーラシアに広めようとしており、トルコ人のアフメト・ケマルが新疆に派遣され、師範学校を設立し、この学校がカシュガルの民族主義運動の中核となった。

#### 盛世才による改名
当時ソ連共産党党員でもあった遼寧省出身の漢人である盛世才は、1933年に軍を率いてクーデターを起こすと新疆軍閥を率いて1944年まで独立した政権を築いた。盛世才は従来の中華民国当局が用いていた「纏回（てんかい）」を廃止して「ウイグル」民族を「設定」する指示を受け入れ、1934年に省府議会で正式採用させ「維吾爾」という漢字表記も定めた。

#### ハミ郡王家の反乱
楊増新が1928年に暗殺されると、金樹仁が新疆省長になる。しかし金樹仁はメッカ巡礼などを禁止するなどムスリムへの弾圧政策を行い、さらに土着の小王国であったハミ郡王家を消滅させようとする（改土帰流）と、これに反発した住民たちは1931年、大規模な反乱が発生する。ハミ郡王家軍は、回族の軍閥馬仲英に援助を求め、馬仲英軍はバルクルまで進出するが、新疆省政府軍が登場すると甘粛に撤退し、ハミ軍は山地へ撤退した。

#### トルファンの反乱
ハミの反乱をうけて1932年にはトルファンのイスラム教諸民族の反乱が発生する。反乱軍はトルファンを掌握するが、ロシア白軍の残党を含む盛世才の省政府軍に敗北する。その後トルファンは馬仲英に占領された。

#### 東トルキスタン・イスラーム共和国

東トルキスタンイスラム共和国国旗

1933年2月、タリム盆地南部のホタンで、ムハンマド・アミーン・ブグラが蜂起し、漢人官僚を一掃して、ヤルカンド、カシュガルへ進軍し、1933年11月に東トルキスタン・イスラーム共和国を樹立した。
なお、東トルキスタン・イスラーム共和国では漢語を話す回民は漢人と同様に排除され、トルコ系の住民が構成員とされた。
馬仲英軍がウルムチに向かうと、1933年4月12日にクーデターが起こり、盛世才が実権を握った。
盛世才はソ連に援助を要請し、1934年1月、ソ連軍が新疆に進軍、馬仲英軍は敗北する。馬仲英軍は西に向かい、東トルキスタン・イスラーム共和国を壊滅させ、その後ソ連と交渉してソ連に亡命した。
1941年には、アルタイ地区のカザフ遊牧民のケレイ部族出身のオスマンとダリール・ハーンが、ソ連とモンゴル人民共和国の援助をうけ、アルタイ民族革命臨時政府を樹立した。1944年10月にはイリ渓谷のニルカとクルジャで反乱が発生し、11月12日、東トルキスタン共和国が建国された。
この第二次東トルキスタン独立運動にはソ連赤軍が直接参加した。
翌年の1945年、アルタイ民族革命臨時政府と東トルキスタン共和国、さらにタルバガダイのゲリラ隊も合流した。中国では「東トルキスタン共和国」という名称を使用することは避けられ、三区革命と呼ばれる。

#### 中華人民共和国政府による新疆接収

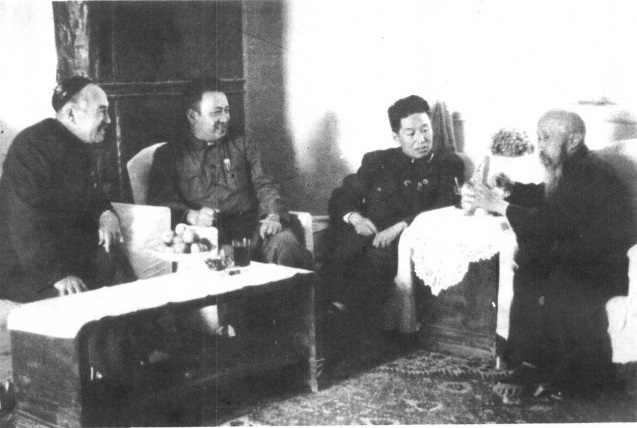
接収のために中国共産党政府から新疆に派遣された代表団、1950年

#### 中国人民解放軍によるウイグル接収
1949年、国共内戦を制した中国共産党は、新疆の接収を行うために、鄧力群を派遣し、イリ政府との交渉を行った。
毛沢東は、イリ政府に書簡を送り、イリの首脳陣を北京の政治協商会議に招いた。
しかし、8月27日、北京に向かった3地域の11人のリーダー達、アフメトジャン・カスィミ(Ehmetjan Qasim)、アブドゥルキリム・アバソフ(Abdulkerim Abbas)、イスハクベグ・モノノフ(Ishaq Beg Munonov)、Luo Zhi、Rakhimjan Sabirhajiev、デレリカン・スグルバヨフ(Dalelkhan Sugirbayev)らイリ首脳陣の乗った飛行機はソ連領内アルマトイで消息を絶った。
首脳を失ったイリ政府は混乱に陥ったが、残されたイリ政府幹部のセイプディン・エズィズィが陸路で北京へ赴き、政治協商会議に参加して共産党への服属を表明した。9月26日にはブルハン・シャヒディら新疆省政府幹部も国民政府との関係を断ち共産党政府に服属することを表明した。
12月までに中国人民解放軍が新疆全域に展開し、東トルキスタンは完全に中華人民共和国に統合された（新疆侵攻）。ウイグル族とソ連領中央アジア出身者、モンゴル族やシベ族、回族で構成された東トルキスタン共和国軍（イリ民族軍）を野戦第五軍に編入した人民解放軍に対抗して、国民党側についたウイグル人のユルバース・カーンは白系ロシア人と中国人ムスリムの軍(帰化軍)を率いていた。1950年、伊吾で国民党勢力の残存していた地域へ侵攻してこれを制圧した（伊吾の戦い）。これによって新疆は中華人民共和国に帰属されることとなった。
この後、民族名称はウイグル族（維吾爾族）と公式に定められ、現在に至っている。
中国政府は1950年ごろ、新疆ウイグル自治区に漢族を中心とする新疆生産建設兵団を大量に入植させた。
その後、入植当初人口7パーセントだった漢族が1991年には40パーセントになり、ウイグル人に匹敵する割合となり、駐留する人民解放軍とあわせるとウイグル人よりも多いとも言われる。

#### 新疆ウイグル自治区の設置

中華人民共和国国旗

1955年には中華人民共和国で2番目の自治区新疆ウイグル自治区が設置された。

#### 1990年代
1990年にはウイグル人住民のデモに対して武装警察が発砲し、15名（数十名とも）が射殺されるバリン郷事件がおきている。
1991年にはウイグル人作家トルグン・アルマスの著作『ウイグル人』が、「大ウイグル主義的」「民族分裂主義的」であることを理由に発禁処分となり、著者も軟禁状態に置かれた。
バリン郷事件以降、反政府とみられるテロ事件も相次いでいる。1997年にも大規模なデモが発生し、鎮圧に出動した軍隊と衝突して、多くの死傷者を出したグルジャ事件が発生している。
1996年、中国人民政治協商会議全国委員を務める実業家のラビア・カーディルが政治協商会議で漢族によるウイグル人抑圧を非難する演説を行うが公安当局の間で問題となりラビアは1997年に全ての公的役職から解任された。
ラビアの夫で作家のシディク・ハジ・ロウジが行った書籍 (John Graver, Chinese-Soviet Relations 1937-1945) のウイグル語訳が当局より問題視されたといわれるが、シディク・ハジ・ロウジは1996年に米国に亡命した。
1999年8月13日、公安当局は、ウルムチ市内に滞在していた米国議会関係者に接触しようとしたラビアを国家機密漏洩罪で逮捕し、米国に亡命した夫に対して「不法に機密情報を漏洩した」として懲役8年の実刑判決を下した。
1997年のグルジャ事件以降はアフガニスタンやパキスタンに逃れたウイグル族もいたが、アメリカのアフガニスタン侵攻の際に米軍による拘束やパキスタン政府の引き渡しによってキューバのグアンタナモ湾収容キャンプに収監された。
また1999年1月より漢族の作家王力雄が新疆の民族問題に関する著作執筆のため、新疆ウイグル自治区で資料収集を開始すると、同年1月29日に新疆自治区国家安全庁（上級機関の国家安全部は旧ソ連のKGBに相当する諜報機関）に国家機密窃取の容疑で拘束（法手続きを踏んだ正式な逮捕ではない）され、42日後に解放された。
その経緯を『新疆追記』にまとめ、インターネット上で公表した。王力雄はその後、ウイグル問題に関する調査をもとに2007年10月『我的西域、你的東土』（邦題：私の西域、君の東トルキスタン）を台湾で出版した。

#### 2000年代
中国政府は、中央アジア諸国の在外ウイグル人社会が、ウイグル民族運動の拠点となっていることを警戒し続けており、1996年には上海ファイブ、2001年には上海協力機構を設立し、国内のイスラーム原理主義勢力の伸張を警戒するロシアや中央アジア諸国と共に、分離主義、イスラーム過激主義に対する国際協力の枠組みを構築した。
また、2001年9月11日の米国での同時多発テロ事件以降、中国政府はブッシュ政権の唱える「対テロ戦争」への支持を表明し、ウイグル民族運動と新疆におけるテロを結びつけて、その脅威を強調している。

#### 公教育における漢語使用の義務化
2003年には、これまで少数民族の固有言語の使用が公認されてきた高等教育で、漢語の使用が中国政府によって義務付けられた。
2005年、ライス米国国務長官の訪中を控え、米国から人権問題での批判を受けることを恐れた中国政府は、2005年3月14日に「外国での病気療養」を理由にラビア・カーディルを釈放。ラビアは米国に亡命し、のち世界ウイグル会議議長に選出され、2006年にはノーベル平和賞候補にもなった。
2008年3月には、新疆南部のホータン市で、600名を超える当局への抗議デモが発生した。

#### 2009年ウイグル騒乱
2009年6月には、広東省韶関市の玩具工場で漢族従業員とウイグル人従業員の間で衝突が起き、死者2名、負傷者120名を出し、翌7月には、事件に抗議する約3,000名のウイグル人と武装警察が、ウルムチ市内で衝突し、140名が死亡、800名以上が負傷した（2009年ウイグル騒乱）。
ラビア・カーディルは、事件以降、ウイグル人1万人が行方不明となっており、死者は197人でほとんどが漢族とする中国側の発表は信用できないと述べている。

#### 2010年代
2014年のウルムチ駅爆発事件以降「テロとの戦い」（厳厲打撃暴力恐怖活動専項行動（暴力的テロ猛撃キャンペーン）、厳打高圧）を名目に当局は新疆ウイグル再教育収容所など徹底的な管理統制の構築に乗り出し、様々なハイテクを用いて一挙手一投足を住民は監視されていることから「世界でも類のない警察国家」「完全監視社会の実験場」が築かれてると欧米メディアや人権団体は批判している。
2015年8月17日と18日、タイの首都バンコクで死者20名、負傷者125名（うち日本人1名）を出す連続爆破テロ事件が起こった。
タイ政府は、事件の1カ月前、亡命を目指していたウイグル人109人を中国に強制送還していた為、これに対する報復テロではないかとの見方が広がっている。
また、エジプトなどでもウイグル族の中国への強制送還が相次いでることは問題となっている。
2019年、ウイグル人の収容所の実態が報道され始め、証言や衛星写真の裏付けなどから収容規模は数十万人とも推測されるようになった。
これら報道に対して中国側は、白書を通じて反論して主張は平行線をたどった。
2019年9月23日、国連総会に合わせてアメリカ国内で開催された宗教弾圧に関する会合では、マイク・ペンス副大統領やジョン・J・サリバン国務副長官らが、中国によるウイグル人への弾圧について批判を行った。これに対して中国側は乱暴な内政干渉だとしてアメリカ側の姿勢に強く反発した。

#### 2020年代
2020年7月、アメリカはさらにウイグル人の処遇を問題視して、陳全国ら中国政府高官数人の査証発給制限とアメリカ国内の資産凍結措置を発表。中国側はマルコ・ルビオ上院議員らへ、同様の制裁を加える対抗措置を発表した。
2021年1月、アメリカ政府は、中国政府による新疆ウイグル自治区での少数民族ウイグル人虐殺を、国際条約上の民族大量虐殺である「ジェノサイド」であり、かつ「人道に対する罪」に認定したと発表した。これに続いて、カナダの下院とオランダの議会がそれぞれ、2021年2月に中国のウイグル政策をジェノサイドと認定する動議を可決した。2021年4月にイギリスの下院もジェノサイドと認定する決議を可決した。2021年5月にリトアニア共和国議会もジェノサイドと認定する決議を可決した。

## 政治体制

### 君主号
ウイグルの君主は突厥と同様に可汗（カガン：Qaγan）といい、中国で言う皇帝にあたる。皇后にあたるのは可敦（カトゥン：Qatun）という。
天山ウイグル王国の中期まではカガン (Qaγan)、ハン (χan)やイリグ (Ilig)（il＋lig:「国持てる」の意味）といった称号を用いていたが、後期になると「カガン（Qaγan、可汗）」から「イディクト（Ïduq qut > Ïdï qut > Ī dī qūt、亦都護）」（「幸いの主」、「神聖なる吉祥」の意味）という称号を用いるようになった。

### 官職
他種族や他国の首領にあたるのは大俟斤 (Ulugh irkin) といい、身分としては匐 (bāg) などがあり、官職としては以下などがあった。
- 葉護（ヤブグ：Yabγu）…最高位の爵位、近親者のみが与えられた、実権は無し。
- 設（シャド：Šad）…非回紇諸部の兵権を司る官職、東部の突利失 (Tölis) 設と西部の達頭 (Tarduš) 設が置かれた。
- 特勤（テギン：Tägin）…突厥語で奴隷の意、転じて可汗の子弟。実権の無い爵位、設と同程度の地位。
- 都督（トゥトゥク：tutuq）…主要部族の部族長。
- 大相…筆頭宰相
- 宰相…十回紇の貴族から選ばれる内宰相3名と外宰相6名からなり、使節や可汗庭に於いて兵を監督する官職。
- 将軍（センギュン：sängün）…実権の無い爵位。
- 達干（タルカン：Tarqan）…十回紇の貴族から選ばれ、兵馬の監督や唐への使節を担う官職。突厥でいう匐（ベグ：bāg）。
- 監使…可汗の親族か十回紇の貴族から選ばれ、征服された他部族や他国からの徴税、労役の割当を担当する官職。突厥でいう吐屯。
- 梅録（ブイルク：buïruq）…近衛兵や伝令を務める官職。
- 啜（チュル：Čur）…可汗の一族から選ばれ、軍事全般を担う官職。
- 俟斤（イルキン：Irkin）・俟利発（イルテベル：Iltäbär）…征服した民族の部族長。
- 阿波（アパ：apa）

### 歴代指導者の一覧
伝説上の君主
1. ブク・カガン

回紇部
俟斤（イルキン）、頡利発（イルテベル）
1. 特健（時健）俟斤
2. 活頡利発（菩薩）（627年 - 646年）…特健俟斤の子
3. 胡禄頡利発（吐迷度）（646年 - 648年）…菩薩の子、瀚海都督、左驍大将軍
  - 烏紇…吐迷度の甥、突厥・車鼻可汗の婿
4. 婆閏（648年 - 661年）…吐迷度の子、瀚海都督
5. 比粟毒（661年 - 680年）…婆閏の子（甥）、瀚海都督
6. 独解支（680年 - 695年）…比粟毒の子、瀚海都督
7. 伏帝匐（695年 - 719年）…独解支の子、瀚海都督
8. 承宗（719年 - 727年）…伏帝匐の子、瀚海都督
9. 伏帝難（727年）…承宗の子、瀚海都督
10. 護輸…承宗の一族、頡利発
11. 葉護頡利吐発（骨力裴羅）…承宗の子

回鶻可汗国の可汗（カガン）
1. 懐仁可汗（骨力裴羅）（744年 - 747年）
2. 英武威遠可汗（葛勒可汗）（747年 - 759年）
3. 英義建功可汗（牟羽可汗）（759年 - 779年）
4. 武義成功可汗（長寿天親可汗）（779年 - 789年）
5. 忠貞可汗（789年 - 790年）
6. 奉誠可汗（790年 - 795年）
7. 懐信可汗（795年 - 805年）
8. 滕里野合倶録毘伽可汗（805年 - 808年）
9. 保義可汗（808年 - 821年）
10. 崇徳可汗（821年 - 824年）
11. 昭礼可汗（824年 - 832年）
12. 彰信可汗（832年 - 839年）
13. 㕎馺可汗[注 12]（839年 - 840年）
14. 烏介可汗（841年 - 846年）
15. 遏捻可汗（846年 - 848年）

甘州（河西）ウイグル王国
権知可汗、甘沙二州回鶻可汗、可汗王
1. 英義可汗（仁美）（? - 924年）
2. 烏母主可汗（狄銀、テギン）（924年 - 926年）…仁美の弟
3. 阿咄欲（926年 - 939年）
4. 順化可汗（仁裕、奉化可汗）（926年 - 959年）…仁美の弟
5. 景瓊（959年 - ?）…仁裕の子
6. 夜落隔密礼遏（? - ?）
7. 禄勝（? - ?）
8. 夜落隔（名は不明、忠順保徳可汗王）（? - 1016年）
9. 夜落隔帰化（1016年 - ?）
10. 夜落隔通順（帰忠保順可汗王）（? - ?）

西州（天山）ウイグル王国の克韓王
1. ウルグ・テングリデ・クトゥ・ボルミシュ・アルプ・キュリュグ・ビルゲ・懐建・カガン（懐建可汗）（844年 - 856年頃）
2. トルテュンチュ・イル・ビルゲ・テングリ・イリグ（? - 954年 - ?）
3. トルテュンチュ・アルスラン・ビルゲ・テングリ・イリグ・シュンギュリュグ・カガン（? - 983年 - ?）
4. ボギュ・ビルゲ・テングリ・イリグ（996年 - ?）
5. キュン・アイ・テングリテグ・キュセンチグ・コルトゥレ・ヤルク・テングリ・ボギュ・テングリケニミズ（? - 1007年 - ?）
6. キュン・アイ・テングリデ・クトゥ・ボルミシュ・バヤン・オルナンミシュ・アルピン・エルデミン・イル・トゥトミシュ・アルプ・アルスラン・クトゥル・キョル・ビルゲ・クチャ・ハン（1017年 - 1024年頃）
7. キュン・アイ・テングリデ・クトゥ・ボルミシュ・バヤン・オルナンミシュ・アルピン・エルデミン・イル・トゥトミシュ・ウチュンチュ・アルスラン・ビルゲ・ハン（? - ?）
8. テングリ・ボギュ・イル・ビルゲ・アルスラン・テングリ・ウイグル・テルケニミズ（? - 1067年 - ?）
9. 喝里・ハン（1127年頃 - ?）
10. 華勒哥・王（1130年頃 - ?）
11. 月仙・帖木児・亦都護（? - 1209年頃）

モンゴル領
1. バルチュク・アルトゥン・亦都護（1209年頃 - 1229年）…月仙・帖木児の子、1209年モンゴルに帰順
2. キシマイン・亦都護（1229年 - 1241年）…アルトゥンの子
3. サリンディ・亦都護（1242年 - 1252年）…キシマインの弟
  - ケスメズ（1242年 - 1246年）
4. オグリュンチ（1252年 - 1257年）…サリンディの弟
5. マムラク・テギン（1257年 - 1265年）…オグリュンチの子
6. コスカル（1266年 - 1280年）…マムラクの子
7. ネギュリル・テギン（1280年 - 1318年）…コスカルの子、1308年亦都護、1316年高昌王

『亦都護高昌王世勲碑』に見えるイディクート
1. テムル・ブカ（1318年 - 1329年）…ネギュリルの長男、高昌王
2. センギ・テギン（1329年 - 1331年）…テムル・ブカの弟、高昌王
3. タイピンドゥ（1331年 - ?）…センギ・テギンの弟
4. エル・テムル（? - 1353年）
5. セング・イディクート（1353年 - ?）

『大宗正府也可札魯火赤高昌王神道碑』に見える高昌王
1. 月魯哥

14世紀前半『ウイグル語印刷仏典奥書』に現れるイディクート（亦都護）
1. キラシス・イディクート（? - 1309/18年）
2. コンチョグ・イディクート（1309/18年 - 1326/34年）

チャガタイ・ハン国領イディクート（亦都護）
1. ？・イディクート（1339年頃）
2. チン・テムル・イディクート（1352年 - 1348/60年）

清末民初
新疆都督
1. 袁大化

中華民国時代
1. 楊増新（1912年、新疆都督。1928年、南京国民政府から新疆省長に任命）
2. 金樹仁
3. 盛世才（1933年 - 1944年）

東トルキスタン・イスラーム共和国大統領
- ホージャ・ニヤーズ（1933年 - 1934年）

東トルキスタン共和国主席
1. アリー・ハーン・トラ（イリハン・トレ）（1944年 - 1947年）

新疆省連合政権主席
1. 張治中（1947年 - 1948年）
2. マスード・サブリ（1948年）

イリ政権
- アフメトジャン・カスィミ（1948年 - 1949年）